# Wegen in Bolivia

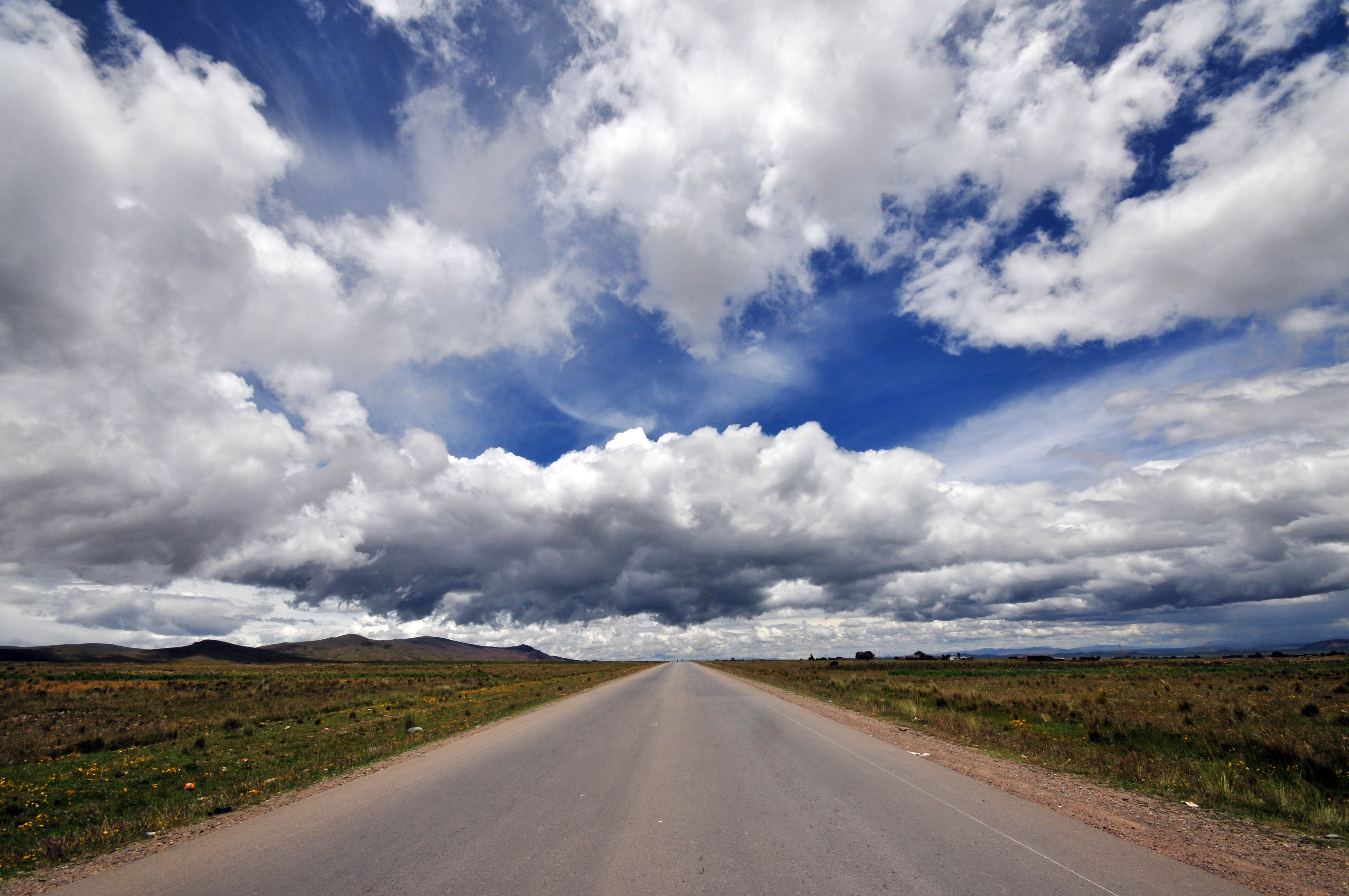
Ruta 1

Het doorgaande verkeer in Bolivia maakt gebruik van wegen met de aanduiding Ruta. Deze langeafstandswegen zijn genummerd van 1-45 en hebben een totale lengte van 16.029 km (2006).
Van deze wegen is 28% geasfalteerd en heeft 40% een ondergrond van samengedrukte puin. De overige 32% bestaat uit een aardelaag. Met name deze laatste categorie wegen in combinatie met veel neerslag in de regentijd leidt regelmatig tot catastrofale situaties.

## Zie ook

Wegschilden van wegtypes in Bolivia